# Ветехинен
«Ветехинен» (фин. Vetehinen, водяной) — первая в Финляндии подводная лодка одноимённого типа. Была собрана в 1930-х годах, служила в ВМС Финляндии в течение Второй мировой войны. Разобрана в 1950-х.

## Служба

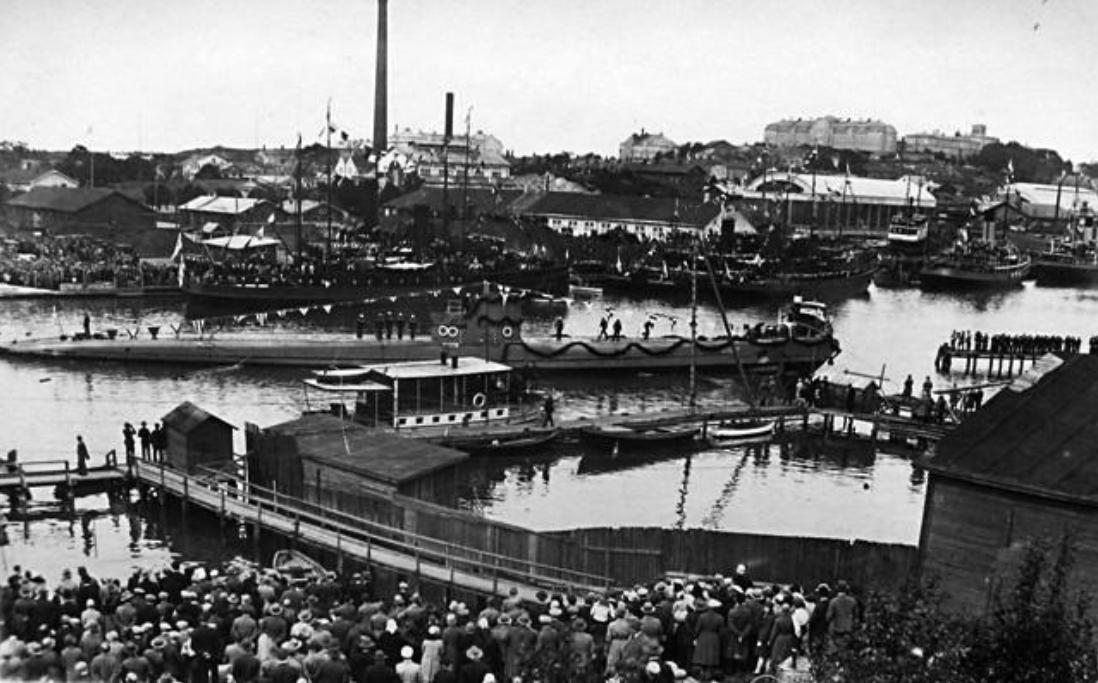
«Ветехинен» после спуска на воду

Ночью 5 ноября 1942 года в южной части Ботнического залива «Ветехинен» протаранила советскую субмарину Щ-305. По воспоминаниям члена экипажа Вейкко Хюютиайнена, «Ветехинен» находилась на патрулировании, пытаясь перехватить советские субмарины, которые по ночам в этом районе заряжали аккумуляторные батареи в надводном положении. После обнаружения «Щуки» финская подлодка безуспешно попыталась торпедировать Щ-305, после чего был отдан приказ открыть огонь из орудия. Щ-305 начала погружаться после обстрела, но имевшая острый форштевень «Ветехинен» протаранила советскую субмарину в районе носовых рулей, от чего та быстро пошла ко дну.